# Taxe carbone
Pour la taxe carbone en France, voir Taxe carbone en France.

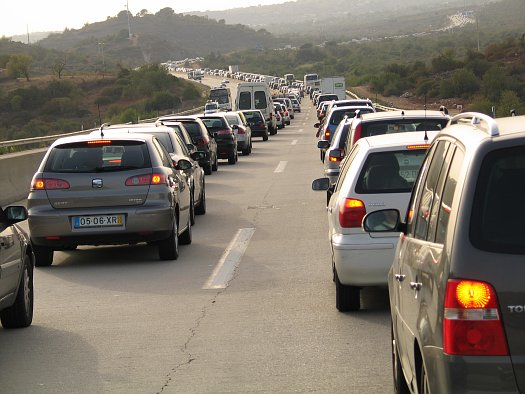
La taxe carbone peut aider à réduire les émissions de dioxyde de carbone, notamment celles des transports consommant des hydrocarbures.

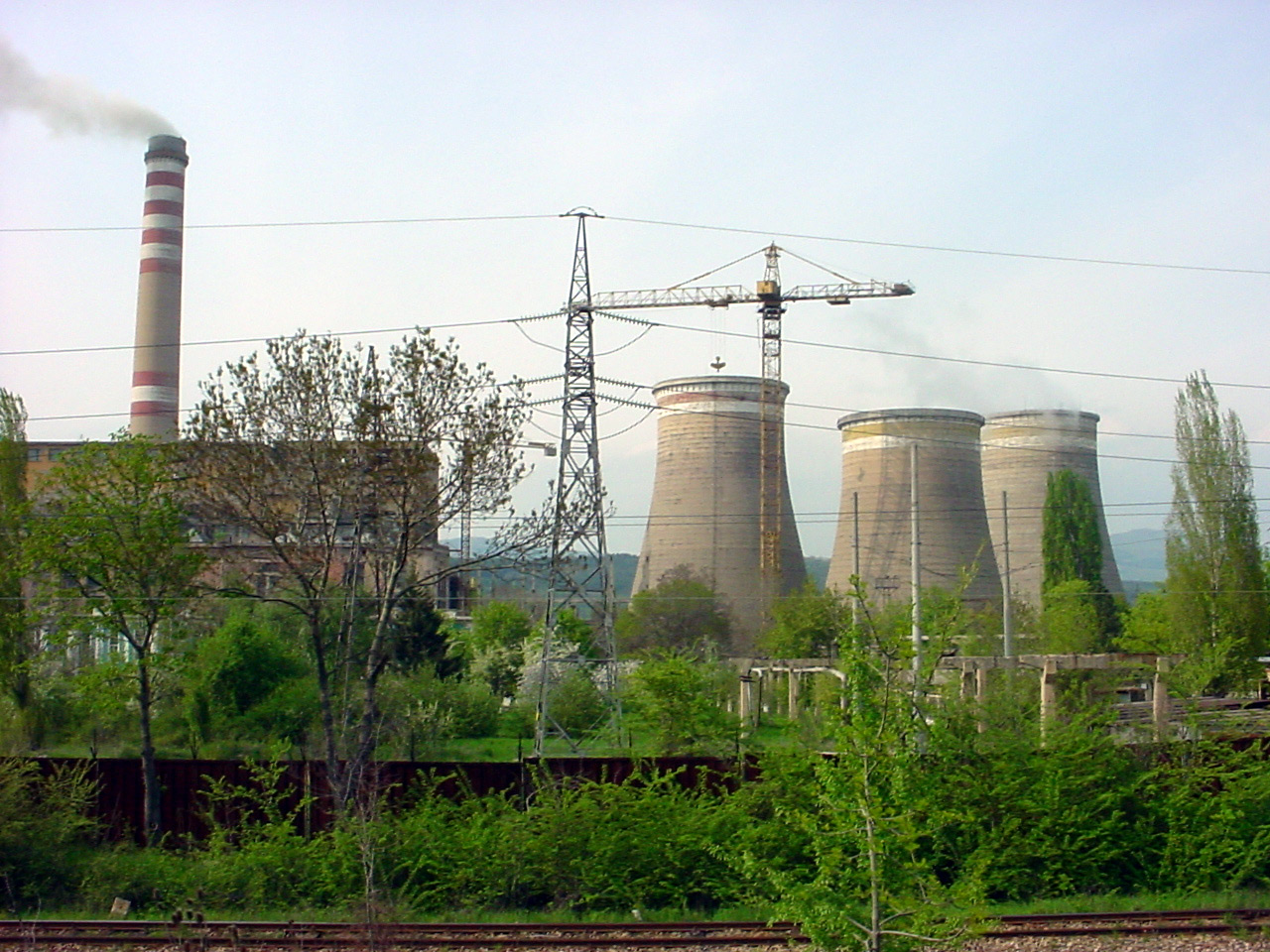
Les centrales thermiques émettent du en consommant du charbon, du pétrole ou du gaz.

La taxe carbone est une taxe environnementale sur les émissions de dioxyde de carbone, le gaz à effet de serre qui contribue le plus au forçage radiatif d'origine anthropique, qu'elle vise à réduire, dans le but de contrôler le réchauffement climatique. Cette taxe pigouvienne, en faisant payer les pollueurs à proportion de leurs émissions, vise à modifier leurs comportements et à orienter leurs achats et leurs investissements. Elle est le plus souvent appliquée « en amont », sur les énergies fossiles. Sa répercussion sur les produits finaux augmente leur prix proportionnellement aux émissions de dioxyde de carbone engendrées par leur production et/ou leur utilisation, favorisant ainsi les produits induisant le moins d'émissions. Une augmentation progressive et programmée de la taxe peut permettre de guider les investissements à long terme, en laissant le temps nécessaire aux consommateurs et aux entreprises pour s'adapter.
La taxe carbone est une possibilité ouverte aux pays s'étant engagés à réduire leurs émissions de gaz à effet de serre dans le cadre de la COP21. Elle est complémentaire des quotas d'émissions négociables.
La taxe carbone a été mise en place dans plusieurs pays de l'Union européenne, dont la France, le Danemark, la Finlande, et la Suède. L'application diffère selon les pays. Le Danemark prévoit aussi une taxe spécifique pour l'élevage.
Même en l'absence de taxe carbone, la fiscalité peut contenir une taxation implicite des émissions de CO2, c'est le cas notamment des taxes sur les énergies fossiles (par exemple la taxe intérieure de consommation sur les produits énergétiques (TICPE) en France) ou des droits de douane sur les importations d'hydrocarbures.

## Terminologie
En France, la taxe carbone s'est également appelée contribution climat-énergie. On parle aussi de taxe sur les émissions de carbone ou de fiscalité carbone.
On parle parfois de taxe carbone aux frontières pour désigner le mécanisme d'ajustement carbone aux frontières ou « d'inclusion carbone aux frontières ».
Les médias parlent aussi parfois abusivement de taxe carbone au lieu de marché des quotas d'émissions de CO2 dans le cadre des affaires de fraude à la TVA sur les quotas de carbone,.

## Définition

Émissions de depuis 1800 par les énergies fossiles et les cimenteries, en milliards de tonnes de carbone par an.

La taxe carbone est une taxe environnementale sur les émissions de dioxyde de carbone, le gaz à effet de serre qui contribue le plus au forçage radiatif d'origine anthropique.
La taxe carbone est un des deux principaux outils destinés à donner un prix au carbone, l'autre étant les quotas d'émissions négociables (via une bourse du carbone).
La taxe fixe le prix du carbone sans maîtriser les quantités de CO2 émises alors que les quotas fixent les quantités émises sans maîtriser le prix du carbone sur les marchés. Les deux systèmes peuvent coexister, la taxe permettant notamment d'impliquer les très nombreux petits émetteurs diffus, difficiles à soumettre au système des quotas.

## Objectifs
La taxe carbone est une taxe pigouvienne, c'est-à-dire qu'elle repose sur le principe pollueur-payeur et envoie un signal-prix aux acteurs économiques, particuliers et entreprises, afin d'orienter leurs comportements et leurs décisions.

### Appliquer le principe pollueur-payeur
Cette taxe donne un prix au carbone des énergies fossiles, ajouté au prix de vente, et fait payer tout ou partie de leurs externalités négatives. Les externalités sont les coûts cachés des dommages causés, dès maintenant et plus encore à long terme, par le réchauffement climatique d'origine anthropique.

### Modifier les comportements et orienter les choix
Son but est de renchérir les énergies fossiles ainsi que les biens et services qui en utilisent pour leur production et leur distribution. L'augmentation des prix, proportionnelle à leur contenu CO2, envoie un signal-prix aux producteurs et consommateurs, les incitant à réduire leur consommation et à s'orienter vers les produits générant le moins d'émissions de CO2. Elle incite à une plus grande sobriété et à une meilleure efficacité énergétiques, ainsi qu'à la décarbonation des consommations d'énergie par l'utilisation des énergies renouvelables et du nucléaire en remplacement des énergies fossiles. Elle vise à modifier les comportements et à orienter les achats et les investissements.
La taxe carbone permet également de préparer progressivement la société à un épuisement des ressources d'énergies fossiles.

## Modes d'application

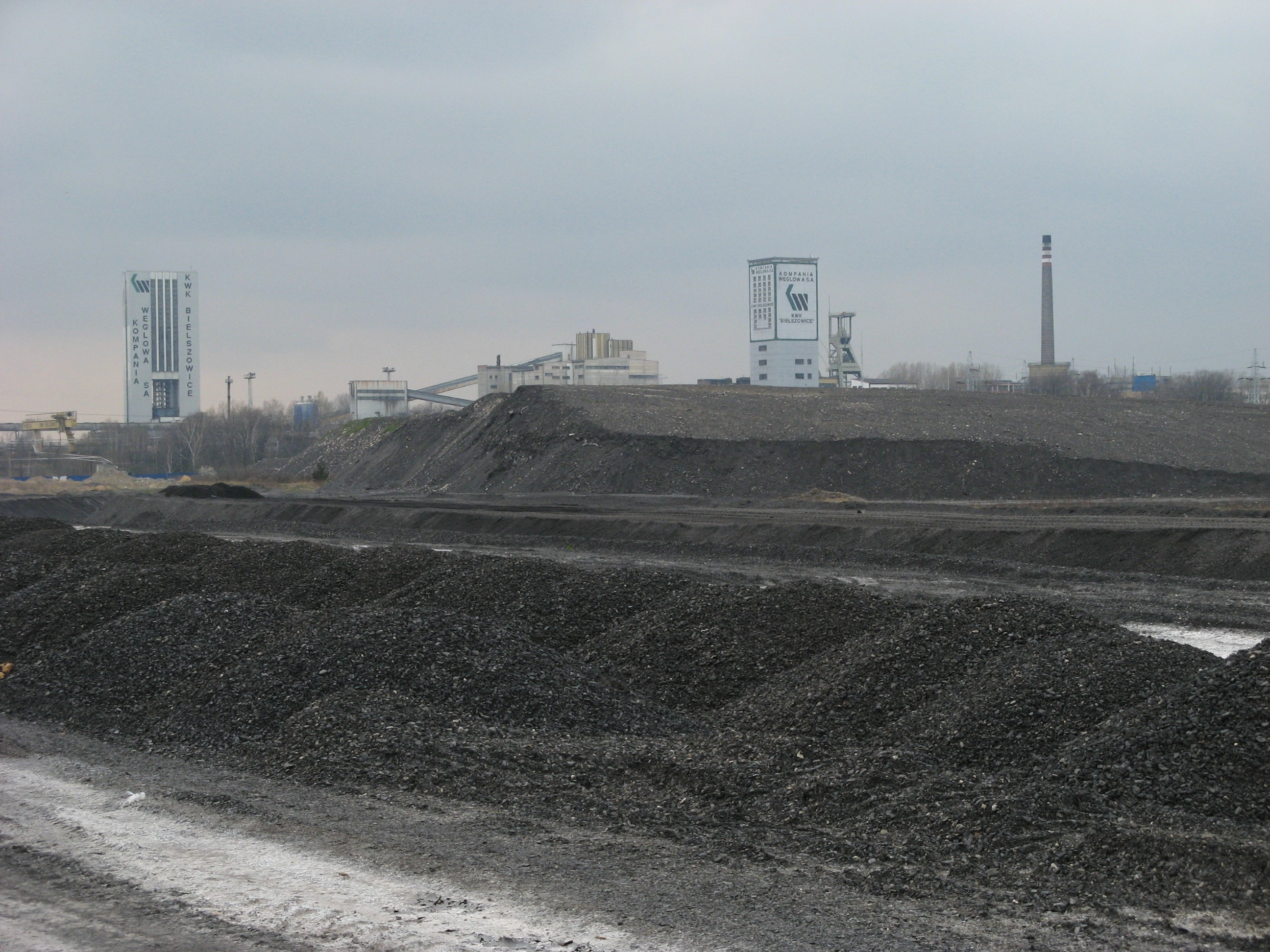
Le charbon est le combustible fossile qui émet le plus de CO2. La taxe peut s'appliquer au stade de l'extraction, de l'importation ou de la vente.
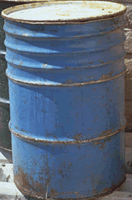
Un baril de pétrole. Le pétrole émet moins de CO2 que le charbon, mais plus que le gaz.
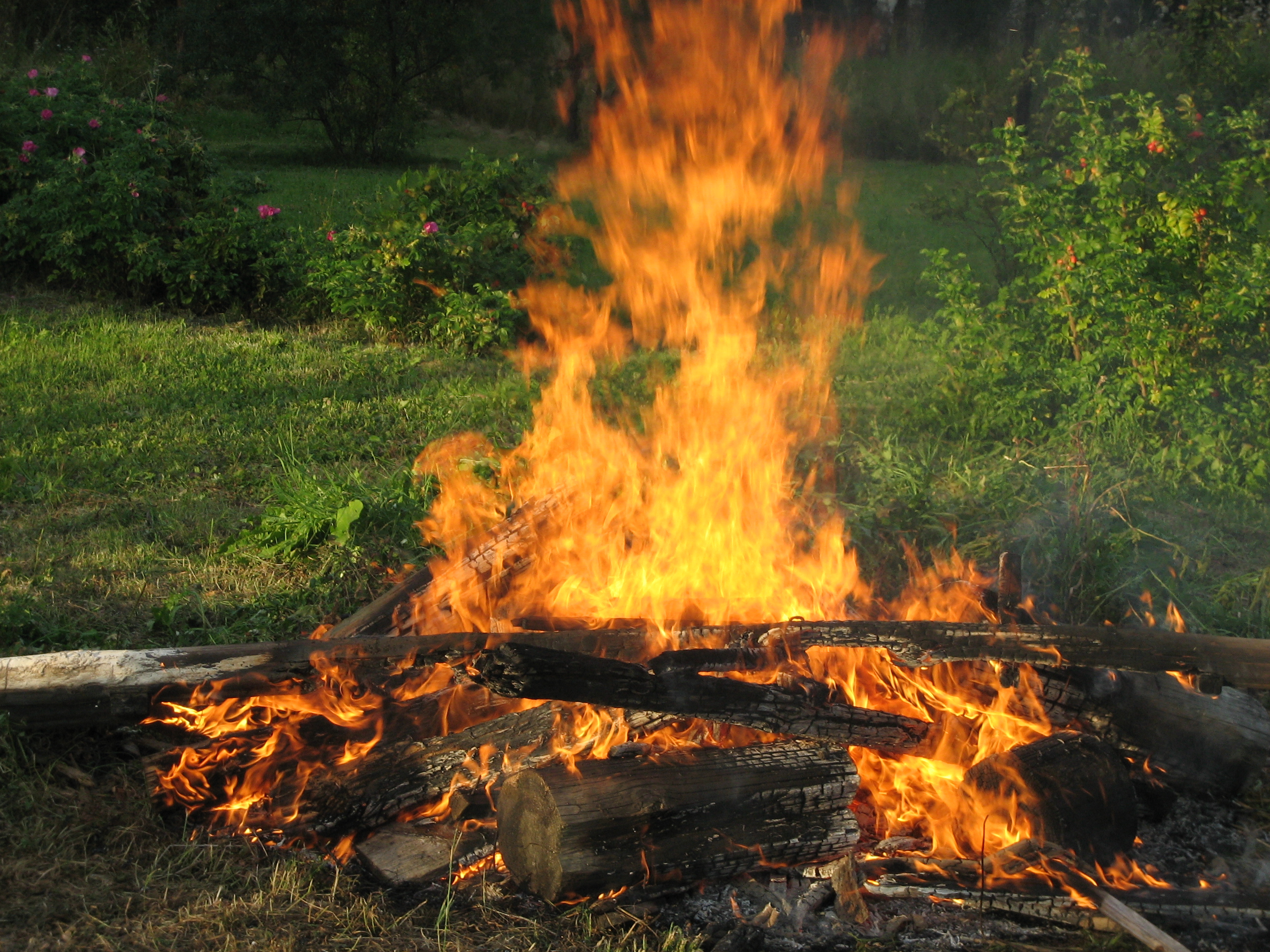
En brûlant, le bois émet du CO2. Mais si les arbres abattus sont remplacés, le CO2 est progressivement réabsorbé via la photosynthèse.

Il y a deux manières de prélever une taxe carbone (p. 15) :
- « en aval », en taxant tous les biens et services lors de leur achat, la taxe devant alors être calculée pour chaque produit à partir de son contenu CO2 (i.e., selon l'émission de CO2 induite par sa production et sa distribution). L' avantage de cette approche est de frapper tous les produits quelle que soit leur origine (y compris les produit importés), avec la possibilité d'afficher le montant de la taxe sur le lieu de vente, permettant ainsi au consommateur d'orienter ses achats. Elle facilite également son application à d'autres gaz à effet de serre que le CO2. Elle n'est à ce jour pas appliquée car nécessitant une comptabilité carbone complexe et coûteuse. Elle peut se décliner soit sous la forme d'une simple taxe, soit sous la forme d’une TCA (« Taxe au Carbone Ajoutée »), sur le modèle de la TVA[6].
- « en amont », c'est-à-dire sur les consommations finales d’énergies fossiles, comme pour les accises sur les produits énergétiques, ou plus rarement sur les consommations intermédiaires d'énergie des entreprises. Elle est simple à mettre en place, car les contenus en CO2 des différentes énergies fossiles, gaz naturel, pétrole, charbon, sont connus avec précision et la plupart des pays industrialisés ont déjà l'infrastructure administrative nécessaire à la collecte de ce type de taxes. C'est donc cette démarche qui a été retenue à ce jour (2019) par tous les pays qui se sont dotés d'une taxe carbone.

## Montant et progressivité
Une taxe se caractérise par son assiette et son taux.

### Assiette
Comme son nom l'indique, la taxe carbone concerne les émissions de CO2, mais certains auteurs englobent parfois par extension les autres gaz à effet de serre, comme le méthane et le protoxyde d'azote. Dans la pratique, les pays ayant mis en place une taxe carbone n'ont pour l'instant taxé que le CO2, et même seulement le CO2 des énergies fossiles. Les émissions de CO2 liées à l'utilisation des terres, leurs changements et la forêt n'ont pas été prises en compte. Alors qu'il existe des potentiels élevés de réduction d’émissions à coûts raisonnables dans le secteur agricole, leur exclusion peut s'expliquer par la complexité et l'incertitude des calculs d'émissions ainsi qu'au grand nombre d'exploitations agricoles ou forestières concernées. Aux difficultés techniques s'ajoute aussi souvent le poids des lobbies de ces secteurs (p. 14).
À la suite d'un accord qualifié d'historique entre les partis majoritaires le 18 novembre 2024, le Danemark sera le premier état à taxer les rejets de méthane de l'élevage à partir de 2030.
Bien que contenant du carbone, la biomasse énergie (bois, agrocarburants, biométhane, etc.) est en général exonérée, car c'est une ressource renouvelable.
Bien que les économistes préconisent une assiette la plus large possible pour maximiser la réduction des émissions et réduire les risques de « fuites de carbone » pouvant résulter d’un report sur des sources d’énergie émettrices non incluses dans l’assiette de la taxe, en pratique les pays accordent souvent des exonérations justifiées par le souci de réussir la mise en place de la taxe. Certaines activités ont pu ainsi bénéficier d’exonérations partielles ou totales : secteurs soumis à la concurrence internationale, secteurs politiquement sensibles ou économiquement fragiles, secteurs soumis à d'autres outils de régulation des émissions (p. 16-18).
Dans les pays où les grandes installations industrielles fortement émettrices sont par ailleurs soumises à des quotas d'émissions de CO2, celles-ci ont le plus souvent été exemptées de taxe carbone. Il a en effet été démontré que la coexistence des deux systèmes de tarification carbone, l'un par le marché et l'autre par l’impôt, ne conduit pas à une plus grande réduction des émissions et dégrade leur efficacité économique. En Europe, la Suède, qui avait institué la taxe carbone avant la mise en place du système communautaire d'échange de quotas d'émission (CSEQE), est le seul pays à soumettre à la taxe carbone certaines de ses grandes installations industrielles qui y sont assujetties, mais à un taux réduit (p. 19-21).
Certains pays offrent des exemptions en échange d'engagements volontaire de réduction d’émissions. C’est le cas notamment de la Suède et de la Suisse (p. 18),.
Les eaux internationales et l'espace aérien étant régis par des traités internationaux, le transport maritime et le transport aérien international ne peuvent être soumis à la taxe carbone sans révision de ces accords.

### Taux
La détermination du taux de la taxe carbone résulte d'un compromis entre l'efficacité économique, l'acceptabilité sociale et l'urgence de la lutte contre le réchauffement climatique. Les économistes proposent deux approches, l'une basée sur une analyse coût-bénéfice et une autre, plus pragmatique, basée sur une analyse coût-efficacité (p. 23) :
- l'analyse coût-bénéfice fournit un taux optimal permettant d’égaliser le coût marginal des dommages du CO2 avec le coût marginal de la réduction de ses émissions. L'exercice reste toutefois assez théorique, car il est très difficile d'estimer les dommages futurs du CO2.
- l'analyse coût-efficacité cherche à déterminer le taux nécessaire pour atteindre l'objectif de réduction des émissions qu'on s'est fixé. Elle repose sur la capacité à estimer l’élasticité-prix de la demande d’énergies fossiles et les élasticités de substitution entre les différentes sources d’énergie. C'est également un exercice difficile, car ces élasticités dépendent des modes de vie et des contraintes qui pèsent sur les consommateurs. Cette analyse doit tenir compte des taxes implicites existantes.

En France, cette approche est dite tutélaire, car relevant d’une évaluation concertée sous l'autorité de l’État. Elle s'oppose à celle qui reviendrait à aligner la taxe carbone sur le prix de marché, quand un tel marché existe, pour ne pas créer de distorsion.
En 2018, les taux constatés dans les pays ayant institué une taxe carbone vont de 0,9 €/t CO2 (pour l'Ukraine) à 118 €/t CO2 (pour la Suède).

#### Évolution du taux
Il ne suffit pas de fixer le taux de départ de la taxe carbone, il faut aussi planifier son évolution future afin de permettre aux agents économiques de planifier, voire d'anticiper leurs investissements. La plupart des pays ont choisi d'augmenter le taux au cours du temps, en démarrant avec un taux assez faible. Cela facilite l'acceptabilité sociale et incite à commencer par les réductions d’émissions les moins coûteuses, en laissant le temps aux entreprises de s'adapter. Mais définir par avance la trajectoire d'évolution du taux peut présenter l'inconvénient de ne pas laisser suffisamment de souplesse vis-à-vis de l'évolution de la conjoncture économique ainsi que des résultats obtenus en matière de réduction des émissions de CO2. C'est pourquoi la Suisse a prévu un mécanisme de réajustement à la hausse si l'objectif n'est pas atteint (p. 25-27).
Comme le CO2 s'accumule dans l'atmosphère - sa demi-vie y est d'une centaine d'années - il serait préférable de réduire les émissions le plus tôt possible et donc de commencer avec un taux élevé. D'autant qu'un taux faible assorti d'augmentations futures importantes peut amener les producteurs de combustibles fossiles à en accélérer l’extraction pour profiter de leur rente avant qu'il ne soit trop tard (Green paradox (en)) (p. 22-29).
L'objectif de la taxe carbone étant de réduire les émissions de CO2, il faut s'attendre à une érosion de l'assiette de la taxe. L'augmentation de son taux est donc nécessaire pour éviter la baisse des recettes fiscales et un éventuel effet rebond. Un effet rebond est en effet souvent constaté lorsque sont réalisées des économies permettant de consommer une plus grande quantité de la ressource économisée, ou d'une autre.
La croissance de son taux doit être au minimum supérieure à celle du pouvoir d'achat pour conserver son efficacité.
Constatant que les acteurs économiques réagissent au prix final des énergies fossiles et non à la taxe carbone qui n'en est qu'une composante, certains auteurs préconisent l'application de taux variables en fonction du prix de marché de ces énergies, plus élevé quand les prix de marché baissent et inversement. Leur objectif est de faire en sorte que les prix à la consommation augmentent régulièrement, sans jamais plus baisser,. Cette approche risque toutefois de transférer une partie des recettes de la taxe carbone vers les producteurs, s'ils sont organisés en cartels, car ils sauront qu’ils peuvent augmenter leurs prix sans risque de faire diminuer la demande, puisque les pays consommateurs baisseront la taxe carbone du même montant (p. 32-33).

#### Valeur cible
En 2008 en France, la commission présidée par Alain Quinet dans le cadre du Centre d'analyse stratégique (CAS) préconise une valeur tutélaire du carbone de 100 € la tonne de CO2 pour 2030 et une fourchette de 150 € à 350 € pour 2050,.
En 2015, le directeur général de Total Patrick Pouyanné estime autour de 40 $/t CO2 le prix du carbone nécessaire pour atteindre le point d’équilibre entre gaz et charbon dans la production d’électricité, et 80 à 100 $/t pour rentabiliser la technologie émergente de capture et stockage du carbone (CCS). Avec les dirigeants de cinq autres majors pétroliers européens (Shell, Statoil, BP, Eni et BG Group), il appelle la COP21 à « donner un prix au carbone ».
En mai 2017, la Commission de haut niveau sur le prix du carbone issue de la COP 22 et composée d’économistes internationalement reconnus sous la présidence de Nicholas Stern et Joseph E. Stiglitz publie un rapport affirmant qu'une réduction efficace des émissions de gaz a effet de serre ne peut se faire sans donner un prix au carbone. La commission préconise un corridor de prix de 40-80 $/t CO2 en 2020, passant à 50-100 $ en 2030, avec des niveaux de prix différents selon les pays, mais restant à l'intérieur de la fourchette, les pays à faible revenu étant autorisés à démarrer à des niveaux inférieurs à 40 $,.
En 2019, le FMI estime qu'une taxe carbone atteignant les 75 $/t CO2 (soit un niveau supérieur au prix moyen de la tonne de carbone dans le monde, d'environ 2 $) d'ici 2030 dans l'ensemble des pays du G20 permettrait de réduire suffisamment les émissions pour limiter le réchauffement de la planète à 2 °C d'ici 2100.

#### Équivalence
Une taxe carbone de 30 €/t CO2 correspond à 0,08 €/litre d'essence et 0,09 €/litre de gazole.

## Utilisation des recettes
L'utilisation du produit de la taxe est un facteur important dans l'acceptation de celle-ci. Certains pays (Irlande, Finlande) ont fait le choix de verser les recettes au budget général pour réduire leur déficit public, mais d'autres ont fait le choix de baisser d'autres impôts ou cotisations sociales, d'affecter une partie des recettes à des programmes de transition énergétique ou d'en redistribuer tout ou partie à la population. La plupart ont fait un panachage de ces différentes mesures.

### Baisse d'autres impôts
Beaucoup de pays ont cherché à générer un « deuxième dividende » par des mesures propres à favoriser l'activité économique : réduction des impôts sur le travail ou baisse des prélèvements sociaux (Suède, Danemark, France) (p. 29).

### Financement de la transition énergétique
La Suisse et le Danemark utilisent une partie des recettes de la taxe carbone pour financer des programmes de réduction d'émissions de gaz à effet de serre : rénovation énergétique et production d'énergies renouvelables.

### Redistribution
La Suisse redistribue environ les deux tiers des recettes de la taxe carbone de manière égalitaire à l'ensemble de la population et aux entreprises,. Au Canada, la loi fédérale prévoit d'en redistribuer 90 % sous forme de crédit d'impôt dans les provinces où elle s'applique. Une autre approche consiste à n'en redistribuer qu'une partie à des publics ciblés pour atténuer l'impact sur leur pouvoir d'achat. Ainsi, au Canada, la Colombie-Britannique et l'Alberta ont institué un crédit d'impôt en faveur des personnes à faibles revenus.
En 2008, le climatologue James Hansen a adressé une lettre au président Barack Obama dans laquelle il lui demandait d'instituer une taxe carbone avec redistribution à 100 %, sur la base de parts égales, avec une demi-part par enfant.
Le Mouvement français pour un revenu de base cite la taxe carbone dans sa liste de 8 propositions pour financer un revenu de base.

## Risques et critiques

### Baisse de compétitivité internationale
La taxe carbone peut modifier la compétitivité des entreprises exposées à la concurrence de pays n'en ayant pas ou appliquant des taux plus faibles. Elle réduit en effet la compétitivité des entreprises émettant beaucoup de CO2. Mais inversement, si le produit de la taxe est redistribué, la compétitivité de celles émettant peu de CO2 peut être améliorée.
Certains pays ont fait le choix de ne pas appliquer la taxe aux activités délocalisables ou de l'appliquer à des taux réduits. Des mesures douanières, telles que des « taxes d’ajustement aux frontières », peuvent également être mises en place pour protéger les activités nationales. Toutefois, des négociations internationales peuvent s'avérer nécessaires car ce domaine est très réglementé, notamment par l'Organisation mondiale du commerce,,. En Europe, des organisations de la société civile relancent en 2017 l'idée de taxe carbone aux frontières.
Alors que la commission européenne envisage de taxer l’électricité importée de pays extérieurs à l’UE, l'Espagne cesse en avril 2019 ses importations d'électricité marocaine, en provenance notamment de deux centrales à charbon, en raison du fait que les normes environnementales ne sont pas les mêmes qu'à l'intérieur de l'Union européenne (UE).
La France se bat pour développer le mécanisme d'ajustement carbone comme une priorité du « green deal ». Avant Emmanuel Macron, Nicolas Sarkozy avait déjà défendu la création d'un tel mécanisme. A l'époque, l'Allemagne s'était montrée réticente, mais en octobre 2019, après une rencontre entre leurs deux dirigeants, la France et l'Allemagne ont fait savoir qu'elles « examineront les moyens de mettre en œuvre une taxe carbone aux frontières compatible avec les règles de l'OMC ».
La Commission européenne lance le 23 juillet 2020 des consultations publiques sur deux initiatives destinées à maximiser l’impact de la taxation en vue de répondre aux objectifs climatiques de l’UE : la révision de la directive sur la taxation de l’énergie (DTE) et la création d’un mécanisme d’ajustement carbone aux frontières (MACF), identifiées dans le Pacte vert pour l’Europe comme un moyen de contribuer à la transition vers une économie plus verte et plus durable.
L' Association française des entreprises privées (Afep), qui représente 111 grands groupes, présente en janvier 2021 un rapport d'experts indépendants réalisé à sa demande qui évalue à 23 % les « fuites de carbone » (délocalisations d'activités industrielles hors de l'Union européenne) qui pourraient résulter de l'objectif de neutralité climatique que l'Europe vient de se fixer pour 2050 dans le cadre du « Pacte vert pour l'Europe » ; les principaux pays bénéficiaires de ces délocalisations seraient la Russie, la Chine et l'Inde. Afin de minimiser ce risque, la principale solution est le mécanisme d’ajustement carbone aux frontières (MACF) ; le rapport tente de chiffrer l'impact de différentes variantes du MACF. Il en ressort que la meilleure solution serait un MACF associé à des accords commerciaux internationaux ayant un impact vert, par exemple un accord réduisant les droits de douane sur les biens à faible intensité carbone et contribuant à la transition écologique, tels que les équipements liés au secteur des énergies renouvelables.
Le 9 mars 2021, le Parlement européen délibère sur un projet de résolution ouvrant la voie à un « mécanisme d'ajustement carbone aux frontières ». Le rapport préparatoire, confié à l'eurodéputé écologiste français Yannick Jadot, demande en contrepartie la suppression des actuels quotas gratuits de droits à polluer distribués aux entreprises européennes des secteurs les plus polluants (ciment, chimie, BTP…) pour les aider à affronter la concurrence internationale. Il préconise de choisir pour ce mécanisme la forme d'un marché d'échange de quotas d'émissions (ETS) aligné sur celui en vigueur en Europe et qui permettrait aux entreprises étrangères dont l'« intensité carbone » dépasserait les normes européennes d'acquérir des quotas aux conditions et aux prix en vigueur en Europe. La disparition des quotas gratuits, également soutenue par la gauche et les centristes européens, est combattue par la droite conservatrice, qui demande une transition longue. Le seul point d'accord, acquis en juin 2019, concerne la fin progressive des quotas carbone gratuits sur une période de transition devrait s'étaler de 2023 à 2030.
Le 12 mars 2021, l'émissaire américain pour le climat, John Kerry, s'est dit « préoccupé » par les conséquences du projet des Européens d'instaurer un mécanisme d'ajustement carbone aux frontières ; il juge que cet ajustement fiscal ne devrait être utilisé qu'en « dernier recours », et qu'il a « d'importantes conséquences pour les économies, les relations et le commerce ». Ce projet pourrait en effet interférer avec les négociations en cours à l'OCDE sur la fiscalité numérique des grandes multinationales ainsi que sur celles visant à la résolution du conflit Airbus-Boeing.

### Risques budgétaires: baisse d'autres recettes fiscales
La taxe carbone ayant vocation à réduire et même, à terme, éliminer complètement la consommation de combustibles fossiles, les recettes des autres impôts perçus sur ceux-ci ou sur les produits qu'ils permettent de fabriquer, qui représentent souvent une part importante des recettes fiscales des États, sont destinées à se tarir progressivement. Mais elles seront remplacées, au moins en partie, par les taxes sur les produits énergétiques qui remplaceront les combustibles fossiles et par les économies de dépenses de santé apportées par leur disparition.

### Risque d'inflation
La taxe carbone en se répercutant sur les prix à la consommation peut avoir un effet inflationniste : les salariés subissant une perte de pouvoir d'achat sont enclins à demander des augmentations de salaire. Toutefois, si le produit de la taxe est redistribué intégralement, la hausse des prix est compensée en moyenne. La dynamique des prix dépend surtout des conditions économiques générales[réf. nécessaire].

### Justice climatique
Plusieurs économistes (Thomas Piketty et Lucas Chancel, Jean Gadrey, l'Observatoire français des conjonctures économiques) mettent en évidence le caractère régressif de la taxe carbone en France : selon eux, à la fin des années 2010, en proportion de leurs revenus, les 10 % des Français les plus pauvres paient 4 fois plus de taxe carbone que les 10 % les plus riches,,.
Thomas Piketty estime par ailleurs que le choix d'une taxe carbone imposant toutes les émissions au même taux risque de la rendre insensible pour les plus gros émetteurs, qui « peuvent se retrouver à ne rien changer à leur mode de vie hautement carboné, ce qui n'est pas forcément la meilleure façon de bâtir une norme de justice acceptable par le plus grand nombre ». Il propose « une véritable taxation progressive des émissions carbone au niveau des consommateurs individuels », consistant par exemple à ne pas taxer ou à taxer faiblement les 5 premières tonnes d'émissions individuelles, et à taxer davantage les 10 suivantes, et ainsi de suite, « éventuellement jusqu'à un niveau d'émissions maximal, au-delà duquel toute émission serait interdite, sous peine de sanction dissuasive (par exemple au travers d'une taxation confiscatoire du revenu ou du patrimoine) ». Il concède que « cette solution suppose que l'on puisse mesurer les émissions au niveau individuel », ce qui « soulève des enjeux complexes, qui pourraient néanmoins être surmontés (par exemple au moyen des informations contenues dans les cartes de paiement individuelles) si l'on décidait qu'il s'agit d'un enjeu central pour l'avenir de la planète »,.
Le « rapport sur les inégalités mondiales » publié le 7 décembre 2021 montre que les 10 % des plus gros émetteurs sont responsables de près de 50 % des émissions de CO2, tandis que les 50 % les moins riches n'en produisent que 12 %. En Europe, la moitié la plus pauvre de la population émet environ cinq tonnes de CO2 par an et par personne, alors qu'en Asie de l'Est, elle n'en émet en moyenne que 3,1 tonnes par an et par personne. Les 10 % les plus riches d'Europe produisent 29 tonnes de CO2 chaque année, en tenant compte des importations, alors qu'en Amérique du Nord, les 10 % les plus aisés en émettent 73 tonnes par an. Les Nord-Américains produisent trois fois plus de CO2 que la moyenne des êtres humains. Les Nord-Américains les plus pauvres polluent plus que les 10 % les plus riches d'Afrique sub-saharienne. Les auteurs préconisent donc que l'on taxe les plus aisés et que l'on indemnise les plus fragiles et les perdants d'une taxe carbone,.
D'après l’économiste Lucas Chancel, « les taxes carbone, ont souvent frappé de manière disproportionnée les catégories à revenus faibles ou moyens, sans faire évoluer les habitudes de consommation des catégories les plus fortunées ». Toutefois, si le produit de la taxe carbone  était reversé de manière uniforme aux citoyens, elle ne serait plus régressive (un impôt est régressif si les revenus les plus faibles contribuent proportionnelement plus que les revenus les plus élevés), et la mesure aurait, en moyenne, un effet positif sur le pouvoir d’achat des 60 % de personnes aux revenus les plus bas.

## Mesures alternatives ou complémentaires

### Rationnement
L'historien Jean-Baptiste Fressoz estime qu'une politique de rationnement des transports, dont il souligne les expériences positives — notamment « le rationnement de l’essence établi aux États-Unis en mai 1942, avec un système de coupons en fonction des besoins professionnels de chacun, [qui] divise soudainement par deux la consommation domestique de carburant sans interférer de manière catastrophique avec l’économie américaine pourtant déjà bien motorisée (35 millions de voitures en 1939) » —, « est beaucoup plus démocratique qu’augmenter les taxes sur le CO2 que seuls les riches pourront payer ».

### Quotas échangeables d'émission de carbone
Une forme de rationnement consiste à attribuer aux principaux émetteurs des quotas d'émissions, négociables dans des bourses du carbone. Si une entreprise n'arrive pas à respecter son quota, elle peut acheter des droits à émettre supplémentaires à une entreprise qui a réussi à réduire ses émissions en deçà de son quota. Le plus ancien de ces systèmes est le Système communautaire d'échange de quotas d'émission mis en œuvre au sein de l’Union européenne dans le cadre du protocole de Kyoto.
Ce type de mécanisme n'est appliqué qu'aux gros émetteurs de CO2, même s'il a également été étudié pour les émetteurs diffus (particuliers, petites entreprises, etc.) sous la forme de carte carbone. Le schéma qui prévaut actuellement est la coexistence de la taxe carbone pour les petits émetteurs et de marchés de quotas pour les plus gros.

### Suppression des subventions aux énergies fossiles
L'OCDE a recensé près de 800 mesures de soutien à la production ou à la consommation de combustibles fossiles dans ses 34 pays membres et six grands partenaires économiques, pour un montant annuel de 160 à 200 milliards $ sur la période 2010-2014. Elle estime que cette fiscalité noire, nom qu'elle utilise pour désigner ces aides directes ou indirectes, compromet les efforts entrepris pour atténuer le réchauffement climatique et appelle les pays concernés à les réformer,. En France, ces subventions ont atteint 3,4 milliards € en 2014.
Le FMI estime qu'en 2015 les subventions aux énergies fossiles se sont élevées à 4 700 milliards $ au niveau mondial, soit 6,3 % du PIB, et devraient atteindre 5 200 milliards $ en 2017. Le FMI considère comme subvention tout écart avec un prix efficace, c'est-à-dire un prix tenant compte des coûts de production, des coûts environnementaux et de considérations fiscales. L'étude du FMI estime que des prix efficaces auraient permis de réduire les émissions mondiales de carbone de 28 % et le nombre de morts liées à la pollution atmosphérique de 46 %. Les subventions les plus importantes sont le fait de la Chine (1 400 milliards $), des États-Unis (649 milliards $), de la Russie (551 milliards $) et de l'Union européenne (289 milliards $). Elles sont estimées à 35 milliards $ pour la France.
Une étude de l'OCDE et de l'Agence internationale de l'énergie (AIE) publiée le 29 août 2022 signale que les 51 principaux pays, représentant 85 % des approvisionnements en énergie de la planète, ont « considérablement renforcé leur soutien à la production et à la consommation de charbon, de pétrole et de gaz naturel » en 2021, qui a presque doublé, passant de 362,4 milliards $ en 2020 à 697,2 milliards $ en 2021. Du fait de l'invasion de l'Ukraine par la Russie en 2022, « il est anticipé que les subventions à la consommation progresseront encore en 2022 ». L'OCDE et l'AIE appellent à la réorientation de ces soutiens au profit de solutions alternatives bas carbone et de l'amélioration de l'efficacité énergétique ; le soutien aux ménages doit passer par des dispositifs plus ciblés, tournés vers les plus modestes, plutôt que de « favoriser les ménages plus aisés qui consomment davantage de combustibles et d'énergie ».
En 2022, les subventions publiques aux énergies fossiles ont doublé sur la planète par rapport à 2021, atteignant 1 097 milliards $, selon l'AIE. Environ 600 milliards $ de dépenses publiques supplémentaires ont été engagés pour réduire les factures énergétiques en 2022, principalement dans les économies avancées : l'Europe a subventionné les énergies fossiles à hauteur d'environ 350 milliards $ et le reste des pays développés, moins touchés par la hausse des prix du gaz, ont financé des aides de 163 milliards $, contre seulement 114 milliards $ dans les pays émergents et en développement. La Banque centrale européenne (BCE) remarque qu'« environ un dixième seulement du soutien budgétaire a ciblé les ménages à faible revenu » en 2022 dans la zone euro, déplorant que « l'essentiel de l'argent public a profité aux ménages qui avaient les moyens d'affronter, sans aide, une hausse temporaire de l'inflation. Cela a grevé inutilement les finances publiques, déjà vulnérables dans plusieurs pays de la zone euro ». Le soutien budgétaire a atteint 2 % du PIB de la zone euro en 2022 et devrait être du même ordre de grandeur en 2023. Pour l'AIE, au lieu de répondre dans l'urgence à la hausse des prix du pétrole et du gaz, les pays feraient mieux de mettre en place des politiques de long terme afin de « rendre les équipements à faibles émissions facilement disponibles, et aider les consommateurs les plus pauvres à gérer les coûts initiaux de ces investissements ».
Le FMI estime les aides directes de 170 pays aux combustibles fossiles en 2022 à 1 300 milliards $, soit 1,2 % du PIB mondial et près de trois fois plus que leur niveau de 2020 ; de plus, il estime les coûts indirects (pollutions, accidents de la route…) à 5 700 milliards $. Les aides directes ont atteint 270 milliards $ en Chine (1,5 % du PIB), 129 milliards $ en Arabie saoudite (13,8 % du PIB), 78 milliards $ en Indonésie (6,2 % du PIB), 43 milliards $ en Allemagne (1 % du PIB), 18 milliards $ en France (0,6 % du PIB). Le FMI déplore qu"en maintenant la dépendance des ménages aux énergies fossiles, émettrices de gaz à effet de serre, ces politiques retardent la lutte contre le réchauffement climatique.

### Taxation implicite (ou effective) du carbone
Les énergies fossiles sont taxées dans la plupart des pays. Même si ces taxes ne sont le plus souvent pas liées à leurs émissions de CO2, elles ont néanmoins un impact sur le comportement des acteurs économiques.
Le rapport « Taxing Energy Use 2018 » de l'OCDE recense les taxes sur la consommation d'énergie, qu'il s'agisse de taxes d'accise sur l'énergie ou de taxes carbone, dans 42 pays membres de l'OCDE et du G20 représentant 80 % de la consommation mondiale d’énergie. Il conclut que les taxes observées en 2015 affichaient au total un niveau « pour la plupart d'entre elles, bien inférieur à ce qu'il devrait être au regard de ce que coûte le réchauffement climatique » et que « quasiment toutes sont trop faibles pour induire les changements nécessaires à la protection de l'environnement ».
Il relève des écarts importants entre énergies :
- Charbon : alors qu'il représente près de la moitié des émissions de carbone dans les 42 pays étudiés, le charbon échappe encore à toute taxation dans nombre de pays, et son imposition ne dépasse 5 €/t CO2 que dans cinq pays[61].
- Pétrole : la fiscalité est beaucoup plus répandue, mais très variable : insignifiante aux États-Unis et au Canada, elle dépasse largement 200 €/t CO2 en Grande-Bretagne et en Israël, et dans une vingtaine d'États, elle se situe entre 100 et 150 €. Mais elle se limite souvent au secteur du transport, où 97 % des émissions de CO2 sont assujetties et, pour 47 % de celles-ci, à hauteur de plus de 50 €/t CO2 en 2015 (contre 37 % en 2012), grâce aux réformes sur la fiscalité des carburants conduites en Chine, en Inde et au Mexique ; mais elle ne suffit toujours pas à compenser toutes les externalités négatives sur le climat. Dans les autres secteurs (industrie, production électrique, immobilier résidentiel et commercial), seulement 19 % des émissions sont soumises à taxation et 3 % à un niveau supérieur à 30 €/t CO2 qui n'est pas à la hauteur des enjeux[60],[61].
- Gaz naturel : il est peu taxé et seuls deux pays, le Danemark et la Suisse, lui appliquent des taxes supérieures à 50 €/t CO2[62].

### Normes d'émission
Lu et al. (2012) ont montré que dans le domaine du bâtiment aux Etats-Unis, les mécanismes fondés sur le marché, tels que les taxes carbone et le système d'échange de droits d'émission, sont plus efficaces que les normes d'émission pour réduire les émissions tout en maintenant une production industrielle stable.

## Prises de position en faveur de la taxe carbone
- Banque mondiale : Dans son rapport « Decarbonizing development » (décarboner le développement)[64],[65],[66] publié le 11 mai 2015, la Banque mondiale juge réaliste l'objectif « zéro émission » de gaz à effet de serre d'ici la fin du siècle, condition incontournable pour ne pas dépasser 2 degrés de réchauffement climatique. Pour atteindre cet objectif, les émetteurs de CO2 doivent assumer son prix soit par une taxe, soit en se soumettant aux règles d’un marché des droits à émettre du carbone, mais les experts de la Banque mondiale jugent la taxe carbone préférable, car elle s’applique plus facilement, et il est plus difficile de s’y soustraire. Les points de contrôle (essentiellement les raffineries) tout comme les possibilités de frauder sont limités, rendant cet impôt moins cher à lever. La totalité des recettes de cette taxe doit aller au financement d’infrastructures « décarbonantes ». Par ailleurs, les subventions aux énergies fossiles doivent être supprimées, comme l'ont fait l'Iran, l'Indonésie, le Ghana et en partie l'Inde et la Malaisie.
- La taxe carbone est également soutenue par le Fonds monétaire international (FMI)[67], selon lequel c'est l'instrument le plus efficace pour réduire les émissions de gaz à effet de serre[68], l'Agence internationale de l'énergie (AIE), l'Organisation de coopération et de développement économiques (OCDE), en Allemagne, par la chancelière Angela Merkel qui, lors du sommet de Sibiu en 2019, a appelé à une « coalition des volontaires » pour un système commun de tarification du carbone hors du cadre du système communautaire d'échange de quotas d'émission (ETS)[69], et, en France, par le Conseil économique, social et environnemental (CESE), l'Agence de l'environnement et de la maîtrise de l'énergie (Ademe)[70] et l'Observatoire français des conjonctures économiques (OFCE)[71] ;
- La taxe carbone est soutenue par de nombreuses ONG : aux États-Unis, elle est notamment défendue par le Citizens Climate Lobby. En France, elle l'est par la Fondation Nicolas-Hulot pour la nature et l'homme, le Réseau Action Climat, France Nature Environnement[71], l'association Taca[72], etc.

## Taxe carbone, ou mesures fiscales similaires, par pays
En 2018, 21 pays et deux provinces canadiennes avaient mis en place une taxe carbone avec des montants allant de 0,9 €/tCO2 en Ukraine à 118 €/tCO2 en Suède. Il s'agit des pays ou entités suivants :
- Europe : Danemark, Espagne, Estonie, Finlande, France, Irlande, Islande, Lettonie, Liechtenstein, Norvège, Pologne, Portugal, Royaume-Uni, Slovénie, Suède, Suisse, Ukraine ;
- Hors Europe : Alberta (Canada), Chili, Colombie, Colombie britannique (Canada), Japon, Mexique.

Les recettes sont estimées à 21 Mds $ (18,5 Mds €) en 2017 (13 Mds € en 2015).
En revanche, il n'y a actuellement (2018) aucune taxe carbone en Allemagne, en Chine, aux États-Unis, en Inde et en Russie, pays qui ont les émissions les plus importantes ; des systèmes d'échanges de quotas carbone existent cependant en Allemagne (système européen), en Chine et dans certains états des États-Unis.
Un rapport de l'OCDE, publié en septembre 2019, étudie 44 pays totalisant 80 % des émissions de gaz à effet de serre issues de l'énergie : il constate que 70 % de ces émissions ne sont pas fiscalisées. En moyenne, le taux réel de la taxe carbone est quasiment nul ; en particulier, il n'est que de 0,73 euro par tonne de CO2 pour le charbon ; seuls l'essence et le diesel sont taxés à des niveaux significatifs (85,83 euros et 73,76 euros), mais sous la forme de droits d'accises, non proportionnels aux émissions de CO2 ; le transport aérien et maritime international échappe à la taxation. De plus, les pouvoirs publics des 44 pays étudiés ont versé 140 milliards de dollars en 2017 au profit de la production et de la consommation de combustibles fossiles et le montant de ces aides va croissant dans certains pays. Le taux d'imposition des émissions non routières est supérieur à 30 euros la tonne de CO2 dans quatre pays seulement : Danemark, Norvège, Pays-Bas et Suisse ; la France dépasse à peine 15 euros ; aux États-Unis et en Chine, la taxe est quasi nulle.
Le rapport de l'Institut de l'économie pour le climat (I4CE) sur « les comptes mondiaux du carbone », publié en juin 2025, estime à 103 milliards de dollars les revenus des taxes carbone et des marchés de quotas d'émissions (ETS) en 2024, dont les deux tiers provenant des ETS. C'est 2,3 fois plus qu'en 2018, mais 2,6 % de moins qu'en 2023. Si toutes les émissions de carbone étaient taxées à un prix moyen de 50 dollars la tonne, ces taxes rapporteraient 2.600 milliards de dollars par an. Il existe 78 instruments de tarification du carbone en mai 2025, dont 43 taxes carbone et 35 systèmes d'émission. La Chine a étendu son ETS en 2024 aux secteurs de l'acier, du ciment et de l'aluminium. Taïwan, Israël et la Thaïlande ont mis en place des taxes carbone au début de 2025, et l'ETS de l'Australie est entré dans sa phase opérationnelle en février 2025. L'Inde, le Brésil, la Turquie, le Vietnam, la Colombie, le Chili, etc, ont commencé à poser les bases juridiques pour mettre en place leurs propres dispositifs. Les acteurs du transport maritime ont aussi conclu en avril 2025 un accord historique en ce sens. Par contre, le nouveau Premier ministre canadien Mark Carney a supprimé en mars 2025 la taxe carbone instaurée par son prédécesseur Justin Trudeau. En 2024, 28 % des émissions de CO2 ont été couvertes par des dispositifs de taxation, contre 24 % en 2022. Les prix constatés sont extrêmement hétérogènes, allant de 10 centimes (en Pologne) à 160 dollars (en Uruguay) la tonne de carbone. 56 % des recettes ont été affectées en 2024 à des investissements liés à la transition écologique ou au développement (76 % des recettes des ETS et 15 % de celles des taxes carbone) et 19 % des recettes carbone ont été directement employées à compenser l'impact de leur surcoût sur les acteurs économiques touchés.

### Union européenne
Il n'existe pas, jusqu'en 2026, de taxe carbone au niveau de l'Union européenne, qui s'est cependant dotée du système communautaire d'échange de quotas d'émission pour les entreprises. Mais l'extension du marché carbone européen aux secteurs du bâtiment et des transports, appelé ETS2, doit entrer en vigueur au 1er janvier 2027 ; elle pourrait renchérir de 150 € par an et par véhicule la facture d'un particulier roulant en moyenne 11 500 km par an, avec comme hypothèse un prix de la tonne de CO2 à 60 €. Une partie des recettes issues de cette taxe doit être reversée au Fonds social pour le climat mis en place par l'Union européenne pour financer des mesures d'accompagnement à la transition énergétique dans les différents pays membres. Le reste pourrait être restitué aux consommateurs, par exemple en annulant les taxes carbone préexistantes.

#### Allemagne
Dans le cadre du « paquet climat » de 2019 du gouvernement fédéral, une taxe de 25 € par tonne de CO2 s'applique depuis le 1er janvier 2021 aux entreprises qui ne sont pas encore concernées par le système communautaire d'échange de quotas d'émission. Mais en mars 2021, le gouvernement a adopté des dispositions pour alléger cette taxe pour les petites installations chimiques, sidérurgiques et les cimenteries, afin d'éviter des délocalisations. Quelque 1 500 installations pourraient ainsi bénéficier de cette ristourne de 270 millions € au total en 2021, et de 330 millions € en 2022. Mais la Fédération allemande de la chimie (VCI) juge le système trop lent et trop bureaucratique : pour obtenir l'allégement, les entreprises doivent prouver en amont qu'elles subissent un désavantage compétitif face à leurs concurrents, et en aval, elles doivent investir 80 % du montant des aides dans des mesures de protection du climat à partir de 2025.
La loi sur l'échange national de quotas d'émission de gaz à effet de serre (BEHG), introduite en 2021, n'a pas suscité de mouvement de colère comme celui des « gilets jaunes » en France. Son montant est passé au 1er janvier 2025 de 45 à 55 €/t, ce qui représente 15,7 centimes dans le prix du litre d'essence, qui est vendu en avril 2025 autour de 1,7 € en moyenne. Les recettes de cette taxe carbone sont intégralement versées au Fonds pour le climat et la transformation (KTF), qui a permis de financer le développement des énergies renouvelables et des subventions à l'isolation des logements. Le gouvernement d'Olaf Scholz avait proposé une loi permettant de rembourser le « Klimageld » (l'argent du climat) au moyen d'un virement sur le compte des ménages, mais le nouveau gouvernement de Friedrich Merz préfère l'utiliser pour financer une baisse des prix de l'électricité de 5 c€/kWh.

#### Danemark
La taxe carbone a été introduite au Danemark en 1992. En 2009, son taux était de :
- 20,60 €/t CO2 pour les particuliers, ainsi que pour l'industrie et les services pour le chauffage ;
- 3,50 €/t CO2 pour les secteurs industriels intensifs en énergie ;
- 12,50 €/t CO2 pour les autres industries[13].

L'électricité est également taxée selon l'utilisation qui en est faite : 80,80 €/MWh pour le chauffage, 8,60 €/MWh pour l’industrie, et 89,50 €/MWh pour les autres usages.
La taxe carbone est complétée par un système d’accords volontaires sur l’amélioration de l’efficacité énergétique dans l’industrie. Les entreprises qui signent l’accord reçoivent un remboursement de 11/45e de la taxe.
Les recettes de la taxe (700 M€ en 2010) sont reversées à l’industrie à travers une baisse des cotisations sociales employeur et des subventions aux améliorations de l’efficacité énergétique (environ 20 % des recettes).
C'est le premier pays au monde à programmer une taxe carbone sur l'élevage, négociée au sein de la coalition gouvernementale et avec le monde agricole : une taxe de 16 euros par an par tonne de dioxyde de carbone à partir de 2030, puis 40 euros par tonne à partir de 2035, soit approximativement 100 euros par an et par vache au tarif de 2030. Les éleveurs ayant investi pour réduire leurs émissions en seront exemptés.

#### Finlande
La Finlande a été le premier pays à mettre en place une taxe carbone en 1990. C'est une surtaxe qui s'ajoute à la taxe sur l'énergie, d'un montant de 20 € la tonne de CO2 en 2008. Elle s’applique uniquement au transport et au chauffage. Les exemptions sont nombreuses. Les combustibles utilisés pour la production d’énergie n'y sont pas soumis, mais l'électricité l'est. Les recettes sont versées au budget général,.

#### France
La taxe carbone figure dans le « pacte écologique » signé par tous les candidats à l’élection présidentielle de 2007. En clôture du Grenelle de l'environnement, le 25 octobre 2007, le président Nicolas Sarkozy s’engage à créer « une taxe climat-énergie en contrepartie d'un allègement de la taxation du travail »,.
En 2009, le Gouvernement prévoit de la mettre en œuvre au 1er janvier 2010, avec un montant initial de 17 € la tonne de CO2. Les fonds prélevés devant être redistribués sous forme de crédits d’impôts. Les entreprises les plus polluantes, dont celles soumises au système communautaire d'échange de quotas d'émission, sont exonérées. Ces exonérations sont jugées non conformes à la Constitution, et le projet est enterré par la suite.
En 2014, la taxe carbone est finalement mise en place sous la forme d'une « composante carbone » proportionnelle aux émissions de CO2 dans la TICPE et d'autres taxes sur les énergies fossiles. D'un montant initial de 7 € par tonne de CO2, elle a été portée à 14,5 € en 2015, 22 € en 2016, 30,5 € en 2017 et 44,60 € en 2018. La loi relative à la transition énergétique, adoptée en 2015, prévoit de la porter à 56 € en 2020 et 100 € à l’horizon 2030. Les hausses doivent toutefois être ratifiées chaque année par le parlement dans le cadre de la loi de finances. Le projet de loi de finances pour 2018 prévoit un niveau de 65,40 € en 2020 et 86,20 € en 2022 ; selon Nicolas Hulot, ministre de la Transition écologique et solidaire, l'objectif de 100 €/t CO2 en 2030 n'est pas remis en cause.
En 2018, à la suite du mouvement des Gilets jaunes, la présidence de la République annonce que la hausse prévue ne figurera pas dans le projet de loi de finances pour 2019. La taxe carbone reste donc au montant de 44,60 € par tonne de CO2et n'a depuis plus fait l'objet de nouvelle hausse.

#### Irlande
L'Irlande a institué en 2010 une taxe carbone de 15 €/t CO2. Elle concerne pratiquement toutes les énergies fossiles pour les secteurs résidentiel et tertiaire, ainsi que le transport et l'agriculture. Le charbon et la tourbe ont été ajoutés plus tardivement à un taux réduit, mais ont rejoint le taux général, qui est de 20 €/t CO2 en 2019. Il était prévu à l'origine de la compenser par une baisse de l'impôt sur le revenu, mais la politique d'austérité imposée à l'Irlande par le FMI, la Commission européenne et la Banque centrale européenne ne l'a pas permis,. La majeure partie des recettes (430 M€ en 2016) est affectée au budget général. Le reste (50 M€) est affecté au financement de mesures d’efficacité énergétique pour les résidents à faible revenu.

#### Royaume-Uni
En 1993, le gouvernement introduisit le Fuel Price Escalator (ou Fuel Duty Escalator), une formule d'augmentation annuelle automatique de la taxe sur les carburants, dans le but d'endiguer l'augmentation de la pollution et des émissions de CO2 dans le secteur du transport routier. Fixée au départ à 3 % au-dessus de l'inflation, l'augmentation annuelle a atteint 6 % au-dessus de l'inflation avant que le principe d'une augmentation automatique ne soit abandonné en 2000 sous la pression des transporteurs routiers.
La Climate Change Levy (en) (Contribution climat) introduite le 1er avril 2001 est un élément de la politique de lutte contre le changement climatique du Royaume-Uni. Elle avait pour objectif de réduire les émissions annuelles de CO2 de 2,5 millions de tonnes avant 2010. Elle touche l'ensemble des consommateurs d'énergie, à l'exception du résidentiel et du transport.
Ce dispositif est plus apparenté à une taxe sur l'énergie qu'à une taxe carbone, puisque l'électricité nucléaire est taxée, ainsi que depuis 2015 celle issue de la cogénération et des énergies renouvelables et que le charbon est moins taxé que le gaz (16 £/tonne CO2 contre 30) alors qu'il émet plus de CO2.
Au 1er avril 2013, les taux étaient les suivants :
| Énergie                       | Taux        |
| ----------------------------- | ----------- |
| Électricité                   | 0,541 p/kWh |
| Gaz                           | 0,188 p/kWh |
| GPL                           | 1,21 p/kg   |
| Autres commodités assujetties | 1,429 p/kg  |

#### Slovénie
La taxe carbone a été mise en place en Slovénie en 1996. Son montant était de 17 €/t CO2 en 2015.

#### Suède
La taxe dioxyde de carbone a été créée en 1991 dans le cadre d'une grande réforme fiscale. La taxation du CO2 a été accompagnée de l'introduction d'une TVA sur l'énergie, accroissant le montant des impôts de 1,8 Mds €, mais dans le même temps l'imposition du travail était allégée de 6 Mds €. D'un montant initial de 250 SEK (24 €) la tonne de CO2, elle a été progressivement augmentée pour atteindre 1 180 SEK (114 €) en 2019. La hausse a été accompagnée de nouvelles réductions d'autres impôts ou cotisations sociales. C'est en 2019 la taxe carbone la plus élevée au monde. Depuis 2017, la taxe carbone est indexée sur l'inflation, plus une surindexation automatique de 2 %. Elle rapporte en 2020 au budget national annuel l'équivalent de 2,2 milliards €, soit 1,2 % des recettes fiscales.
Elle est prélevée à la production ou l'importation, ou à la sortie des grands dépôts pétroliers. Tous les ménages sont assujettis, sans redistribution. Un taux réduit était consenti aux secteurs exposés à la concurrence internationale (industrie, agriculture et cogénération). Ainsi en 2010, le montant de la taxe pour le fioul était de 103 €/tonne de CO2, mais seulement 22 € pour les entreprises non assujetties au système communautaire d'échange de quotas d'émission (CSEQE) et 15 € pour celles qui l'étaient. Cette exception a pris fin le 1er janvier 2018, sauf pour les entreprises assujetties au CSEQE. Les recettes de la taxe carbone se sont élevés à 2,9 milliards € en 2017, soit presque 2 % du budget national.
De 1990 à 2007, les émissions de CO2 de la Suède ont diminué de 9 % alors que le PIB a augmenté de 48 %,,. En 2017, la réduction des émissions de CO2 avait atteint 26 % pour une augmentation de PIB de 78 %. Mais selon l'économiste Jean Gadrey, il faut relativiser le rôle de la taxe carbone dans la baisse des émissions de CO2, qui tient à de « multiples facteurs bien plus décisifs que les incitations monétaires ». Toutefois, la taxe carbone a été déterminante dans la quasi-disparition du chauffage au fioul et dans la baisse de 2,3 Mt CO2 dans les transports.

### Norvège
La Norvège dispose d'une taxe carbone depuis 1991. Elle concerne environ 68 % des émissions de CO2. En 2005, son taux était d’environ 40 €/t CO2 pour l’essence et le CO2 émis par l'exploitation du pétrole et du gaz de la mer du Nord. Le charbon n’était pas taxé. Les secteurs du papier et du transport maritime paient environ un tiers de ce taux. La pêche est exemptée,.

### Suisse

#### Combustibles (chauffage et production d'électricité)
La Suisse a mis en place une taxe carbone en 2008. Elle est prélevée sur les combustibles fossiles utilisés pour la production de chaleur ou d'électricité, comme l'huile de chauffage, le gaz naturel ou le charbon, mais pas sur le bois ou la biomasse. Les carburants tels que l'essence et le diesel ne sont pas concernés par la taxe. Les entreprises participant au système d’échange de quotas d'émissions de CO2 sont exemptées ainsi que les entreprises s'engageant à réduire leurs émissions.
D'un montant initial de 12 francs suisses par tonne de CO2 en 2008, elle est passée à 24 francs en 2009, 36 francs en 2010, 60 francs en 2014, 84 francs en 2016 et 96 francs en 2018. Une trajectoire de réduction des émissions de CO2 et d'augmentation du montant de la taxe a été définie à l'avance avec des objectifs intermédiaires. Si les émissions sont inférieures aux objectifs intermédiaires, le montant en vigueur est maintenu. Dans le cas contraire, il est augmenté jusqu'à un plafond de 120 francs.
Les recettes se sont élevées à 1,2 milliard de francs en 2018. Environ deux tiers de ces recettes sont redistribués à la population et aux entreprises, indépendamment des quantités consommées. Le tiers restant, au maximum 300 millions de francs, est affecté à des programmes de réduction des émissions de CO2, tels que l'amélioration de l'efficacité énergétique et le recours aux énergies renouvelables. La redistribution à la population est faite par le biais de l'assurance maladie, à parts égales à toutes les personnes domiciliées en Suisse. En 2019, le montant redistribué à la population était de 662 millions de francs, dont 554 issus de la taxe sur le CO2 et 108 issus de celle sur les COV, soit 76.80 francs par assuré social.

#### Carburants (transports)
En 2019, les Académies suisses des sciences ont publié un rapport étudiant l'impact d'une possible taxe carbone sur les carburants. Le rapport indique que :
- Taxer le CO2 est une mesure économique utile et judicieuse ;
- Taxer le CO2 renforce le principe du pollueur-payeur ;
- La redistribuer en partie à des mesures incitatives accroît la compatibilité climatique des transports ;
- La redistribuer en partie à la population rend la mesure socialement acceptable ;
- D'autres mesures supplémentaires sont nécessaires pour atteindre la neutralité carbone.

### Australie
Après tout juste deux ans d'application, la taxe carbone instituée par le gouvernement travailliste de Julia Gillard,, est abrogée par le Parlement le 1er juillet 2014, « faisant de l'Australie le premier pays à revenir sur une telle mesure environnementale ». L'opposition travailliste dénonce ce recul.
Elle s'appliquait aux grandes entreprises les plus polluantes au taux de AU$23 (≅€18.5) par tonne.

### Canada
En 2018, le Canada adopte une « Loi sur la tarification de la pollution causée par les gaz à effet de serre ». C'était un engagement de campagne de Justin Trudeau en 2015, avant son élection comme premier ministre du Canada. Cette loi ne s'applique pas aux provinces qui possèdent déjà un système provincial de tarification du carbone satisfaisant les exigences fédérales (Colombie-Britannique et Québec) ni à celles qui en ont en projet. Elle s'imposera par contre aux cinq provinces restantes : l'Alberta, l'Ontario, la Saskatchewan, le Manitoba et le Nouveau-Brunswick. Elle s'appliquera aux produits pétroliers au taux de 20 $CAN par tonne de CO2 en 2019 et 50 $CAN en 2022, ainsi qu'au gaz et au charbon dont le prix va être multiplié par deux d'ici 2022 avec une taxe de 100 $CAN par tonne de CO2. Les recettes seront reversées aux provinces qui devront en redistribuer 90 % aux citoyens sous forme de crédit d'impôt. Le remboursement devrait être supérieur au montant des taxes acquittées pour 80 % des ménages. Cette taxe ne concerne pas l'industrie qui sera soumise à un système de marché de droits à polluer,,.

#### Alberta
L'Alberta est la deuxième province canadienne, après la Colombie-Britannique, à avoir mis en place une taxe carbone en 2017. D'un niveau initial de 20 $CAN par tonne de CO2, elle est passée à 30 $CAN en 2018 et doit atteindre 50 $CAN en 2022. Une partie des recettes est ristournée aux ménages à revenu faible ou moyen,. Mais le premier ministre albertain Jason Kenney a aboli cette taxe en 2019.

#### Colombie-Britannique
La taxe carbone en Colombie-Britannique (en) a été mise en place le 1er juillet 2008. D'un montant initial de 10 $CAN (environ 6,43 €) par tonne de CO2, elle a ensuite augmenté progressivement de 5 $CAN par an jusqu'à 30 $CAN (environ 19,30 €) en 2012. Elle s'applique à la consommation des combustibles fossiles sur le territoire de la province. Elle concerne 70 % des émissions de gaz à effet de serre de la province et s'applique aussi bien aux entreprises qu'aux particuliers. Il n'est pas prévu d'exemptions, excepté celles qui pourraient être requises si d'autres politiques climatiques étaient introduites dans le futur.
| Combustible                          | Unité      | Taux  |
| ------------------------------------ | ---------- | ----- |
| Essence                              | ¢CAN/litre | 6,67  |
| Gazole                               | ¢CAN/litre | 7,67  |
| Kérosène                             | ¢CAN/litre | 7,83  |
| Gaz naturel                          | ¢CAN/m3    | 5,70  |
| Propane                              | ¢CAN/litre | 4,62  |
| Charbon - Pouvoir calorifique élevé  | $CAN/tonne | 62,31 |
| Charbon - Pouvoir calorifique faible | $CAN/tonne | 53,31 |

La taxe carbone en Colombie-Britannique se veut fiscalement neutre : le gouvernement a créé des programmes de reversement des montants dépensés en taxe carbone pour certaines activités telles que les serres et pour les ménages à faibles revenus : le Low Income Climate Action Tax Credit, un crédit d'impôt d'un montant maximum de 115,50 $CAN par adulte et de 34,50 $CAN par enfant. Le gouvernement de la province s'est engagé à réduire les impôts d'un montant au moins égal au montant de la taxe,.
La Colombie-Britannique estime que la taxe carbone va permettre de réduire ses émissions annuelles de CO2 de 3 millions de tonnes d'ici 2020, soit l'équivalent des émissions de près de 800 000 voitures. C'est un élément clef de son plan climat qui vise à réduire les émissions de gaz à effet de serre de 33 % d'ici 2020.
Selon le bilan réalisé par le think tank canadien Sustainable Prosperity, la taxe carbone est un succès. La consommation de combustibles fossiles par habitant a chuté de 17,4 % en 5 ans, et de 18,8 % par rapport au reste du Canada, sans que la croissance du PIB ne décroche par rapport à celle des autres provinces. Tous les types de combustibles ont vu leur consommation baisser. D'autre part, la taxe carbone a permis de réduire l'impôt sur le revenu, qui était en 2012 le plus faible du pays. Certaines conclusions de ce rapport ont été critiquées ou mitigées,,.

### États-Unis
La taxe carbone a été envisagée à la fin des années 1990, sur la base des travaux de l’économiste William Nordhaus. Elle a été brièvement mise en avant par l’administration Clinton à ses débuts. Aujourd'hui, le principe de la taxe carbone a des soutiens dans le monde universitaire et parmi les experts en politique publique.
Un projet de taxe carbone (Washington Initiative 732 (en)) a été rejeté par les électeurs de l'État de Washington le 8 novembre 2016.
En février 2017, alors que Donald Trump vient de nommer Scott Pruitt, climatosceptique notoire, à la tête de l'agence fédérale de défense de l'environnement (EPA), un groupe de Républicains, parmi lesquels les anciens Secrétaires d'état James Baker et George Shultz ainsi que l'ancien secrétaire au Trésor Henry Paulson, lance le Climate Leadership Council qui propose l'instauration d'une taxe carbone (baptisée carbon dividends), fixée à 40 dollars par tonne de CO2, puis appelée à augmenter progressivement, et dont les recettes permettraient de distribuer un revenu identique à tous les Américains quels que soient leurs revenus, d'un montant de 2 000 $ par an pour une famille de quatre personnes,.

### Nouvelle-Zélande
La Nouvelle-Zélande a tenté en 2005 de mettre en place un système de taxe carbone, mais a renoncé face à l'opposition de partis minoritaires du gouvernement. À la place, elle a lancé en 2008 un système d'échange de quotas d'émissions de carbone.

### Afrique du Sud
L'Afrique du Sud, 14e plus gros pays émetteur de dioxyde de carbone au monde, est devenu le 1er juin 2019 le premier pays africain à introduire une taxe carbone. D'un montant de 120 rands par tonne de CO2, soit 7,4 €/tonne, elle est prélevée sur les entreprises. Mais compte tenu d'abattements fiscaux pouvant aller jusqu'à 95%, son montant variera entre 6 et 48 rands (de 0,4 à 3 euros). Elle devrait être réévaluée chaque année jusqu'en 2022 du montant de l'inflation revalorisé de deux points, puis seulement du montant de l'inflation à partir de 2023. Bien que le projet ait été lancé en 2010, la mise en application a été différée jusqu’en 2019 du fait d'une forte résistance de la part des gros émetteurs de CO2 comme l'entreprise publique d'électricité Eskom qui fournit l'essentiel de son électricité à partir du charbon et est responsable de 30 % des émissions du pays. De leur côté, certains experts et ONG environnementales jugent son montant beaucoup trop bas. Ainsi Greenpeace estime qu'elle devrait être fixée à plus de 240 rands par tonne de CO2 pour être efficace,.

### Indonésie
Le président Joko Widodo annonce en 2021 la mise en place d'une taxe carbone ; en août 2022, il confirme qu'elle sera instaurée avant la fin 2022 ; au début, le prix du carbone sera d'environ 2 $ par tonne de CO2 ; l'objectif est d'atteindre la neutralité carbone en 2060.